# Vítor de Hohenlohe-Langemburgo
Vítor Fernando Francisco Eugénio Gustavo Adolfo Constantino Frederico GCB (11 de dezembro de 1833 – 31 de dezembro de 1891), também conhecido como Conde Gleichen, era um oficial da Marinha Real Britânica e um escultor.

## Biografia

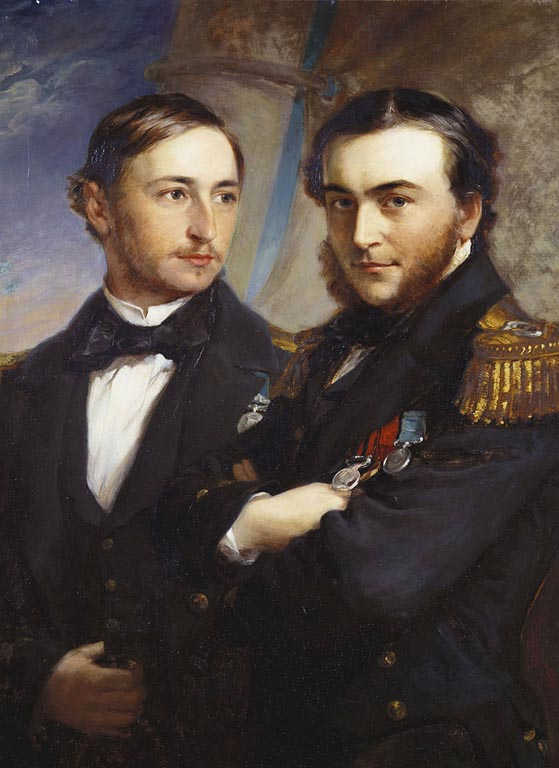
Vítor com seu primo Ernesto em 1857, por Frederick Richard Say

Nascido em Langemburgo, Vurtemberga, era o quarto filho, terceiro menino, de Ernesto I, Príncipe de Hohenlohe-Langemburgo com sua esposa a princesa Teodora de Leiningen, meia-irmã da rainha Vitória do Reino Unido. Isto fazia com que Vítor fosse aparentado com a família real britânica.
Entrou para a Marinha Real Britânica, chegando até a patente de oficial. Ele recebeu as condecorações da Cruz Vitória e da Ordem do Banho.
Tornou-se escultor após se retirar da Marinha Real, tendo feito inúmeras peças.
Casou-se morganaticamente com Laura Williamina Seymour, filha mais nova do almirante Sir George Francis Seymour, em 24 de janeiro de 1861 em Londres. Após o casamento a esposa de Vítor recebeu o título de "Condessa Gleichen". Tiveram quatro filhos; Lady Teodora (nascida em 1861), Lorde Eduardo (nascido em 1863), Lady Vitória (nascida em 1868) e Lady Helena (nascida em 1873).

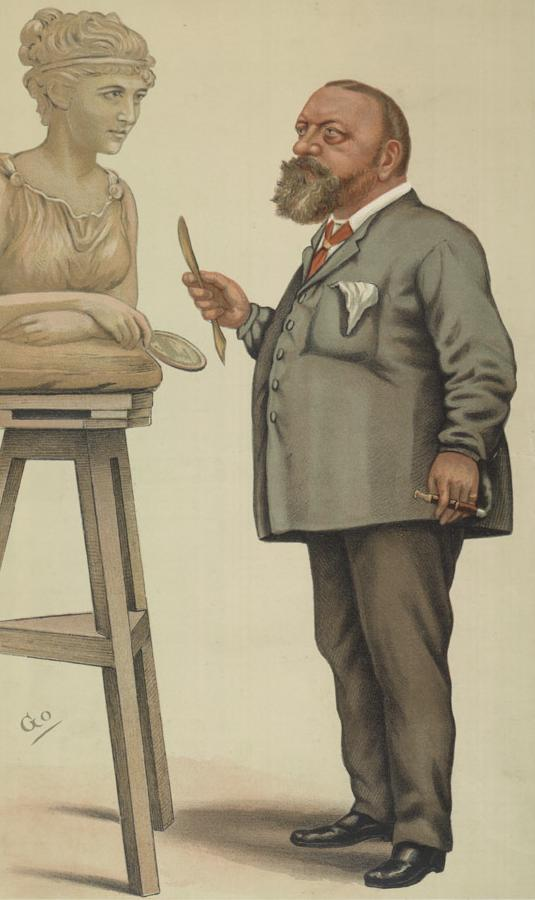
Vítor de Hohenlohe-Langemburgo em uma caricatura de 1894